# Лебаск, Анри
Анри Лебаск (фр. Henri Lebasque; 25 сентября 1865, Шампиньи Мен и Луара — 7 августа 1937, Ле-Канне, Приморские Альпы) — французский художник-импрессионист.

## Жизнь и творчество
А. Лебаск начал своё обучение в Школе изящных искусств Анжера. В 1886 году поступает в парижскую Академию Коларосси. Лебаск берёт также в Париже уроки у художника Леона Бонна, работает над внутренним украшением Пантеона, знакомится с К. Писарро и О. Ренуаром, работы которых оказали сильное влияние на творчество Лебаска. Большое значение художник уделял цветности и яркости изображений на своих полотнах. В этом он был близок Э. Вюйяру и П. Боннару, основателям группы Наби. После знакомства с Ж. Сёра и П. Синьяком Лебаск занимается изучением теории цвета.
Лебаск в 1903 году был одним из основателей Осеннего салона (совместно со своим другом А.Матиссом). Через два года группа художников, в которую входили Лебаск, Ж. Руо, А. Дерен, Матисс и Вюйар, к которым присоединились Р. Дюфи и А. Манжу, открывают для себя красоту природы Южной Франции и пишут здесь свои полотна. Время, проведённое на юге, привело к радикальным изменениям живописи Лебаска, обогатило его художественную палитру. Даже после последующих путешествий на север, в Вандею, Нормандию и Бретань, «южная» тема доминировала в работах художника.
Кисти А. Лебаска принадлежат также внутреннее оформление парижского театра на Елисейских полях и транс-океанских лайнеров.

## Галерея

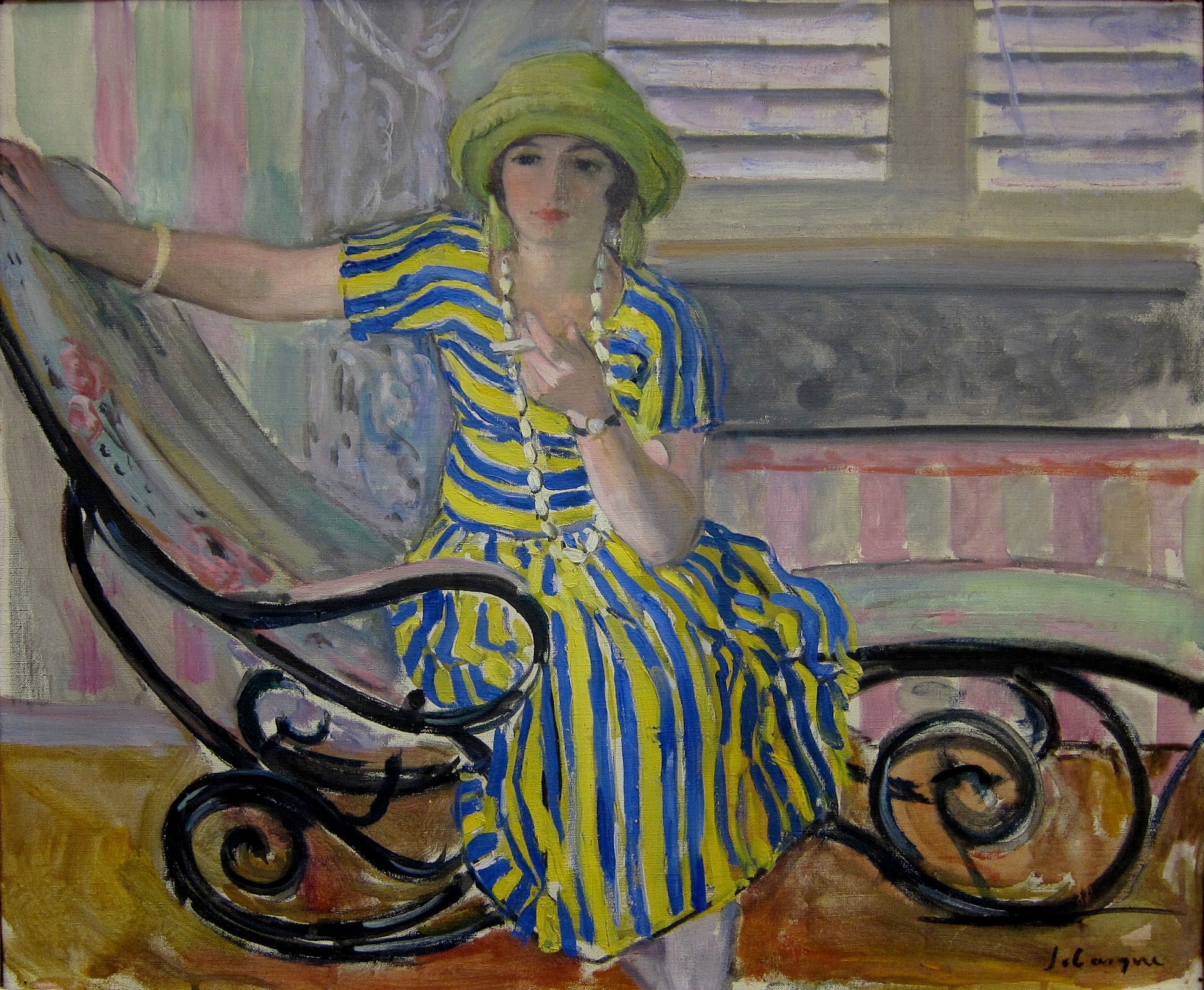
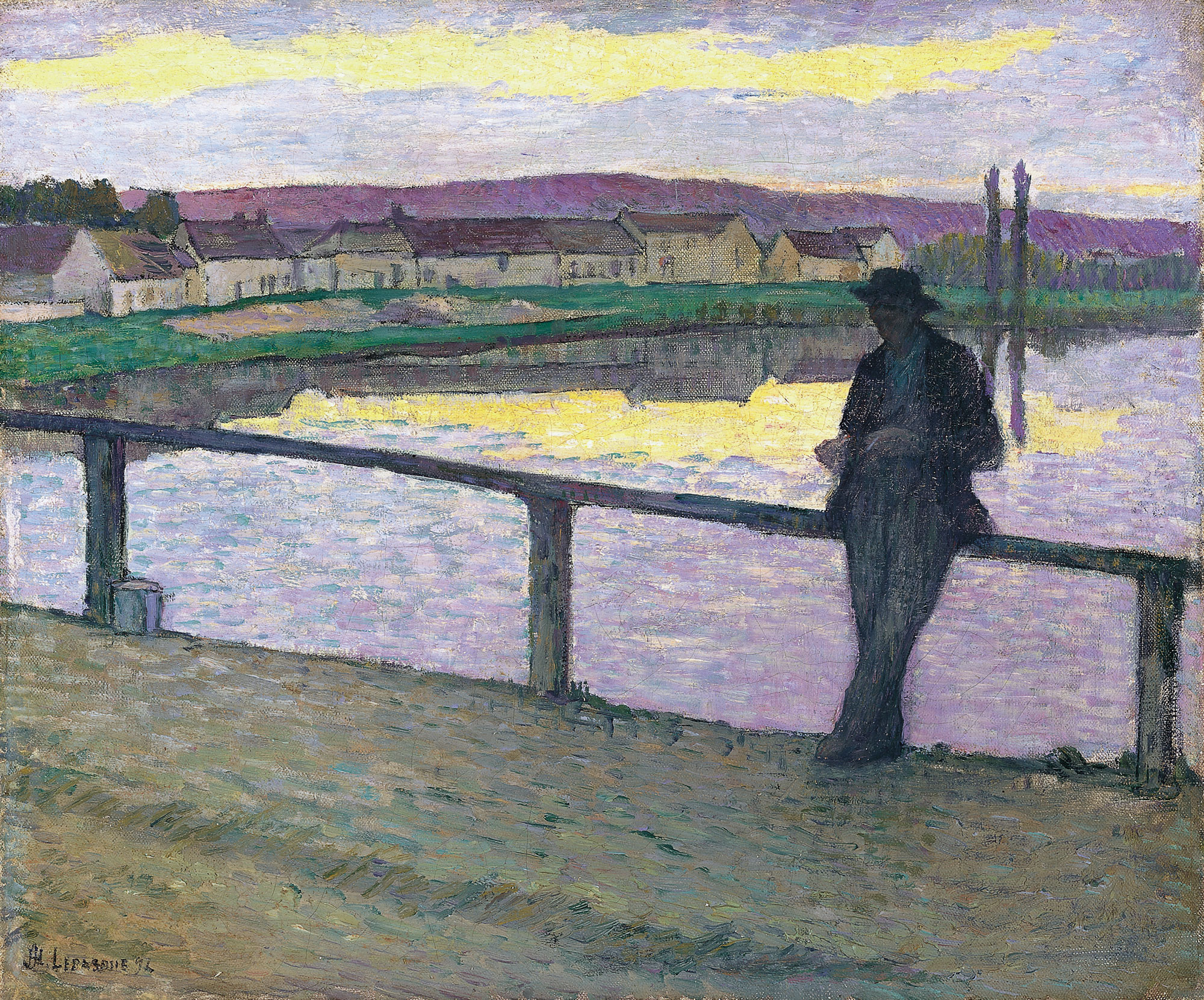
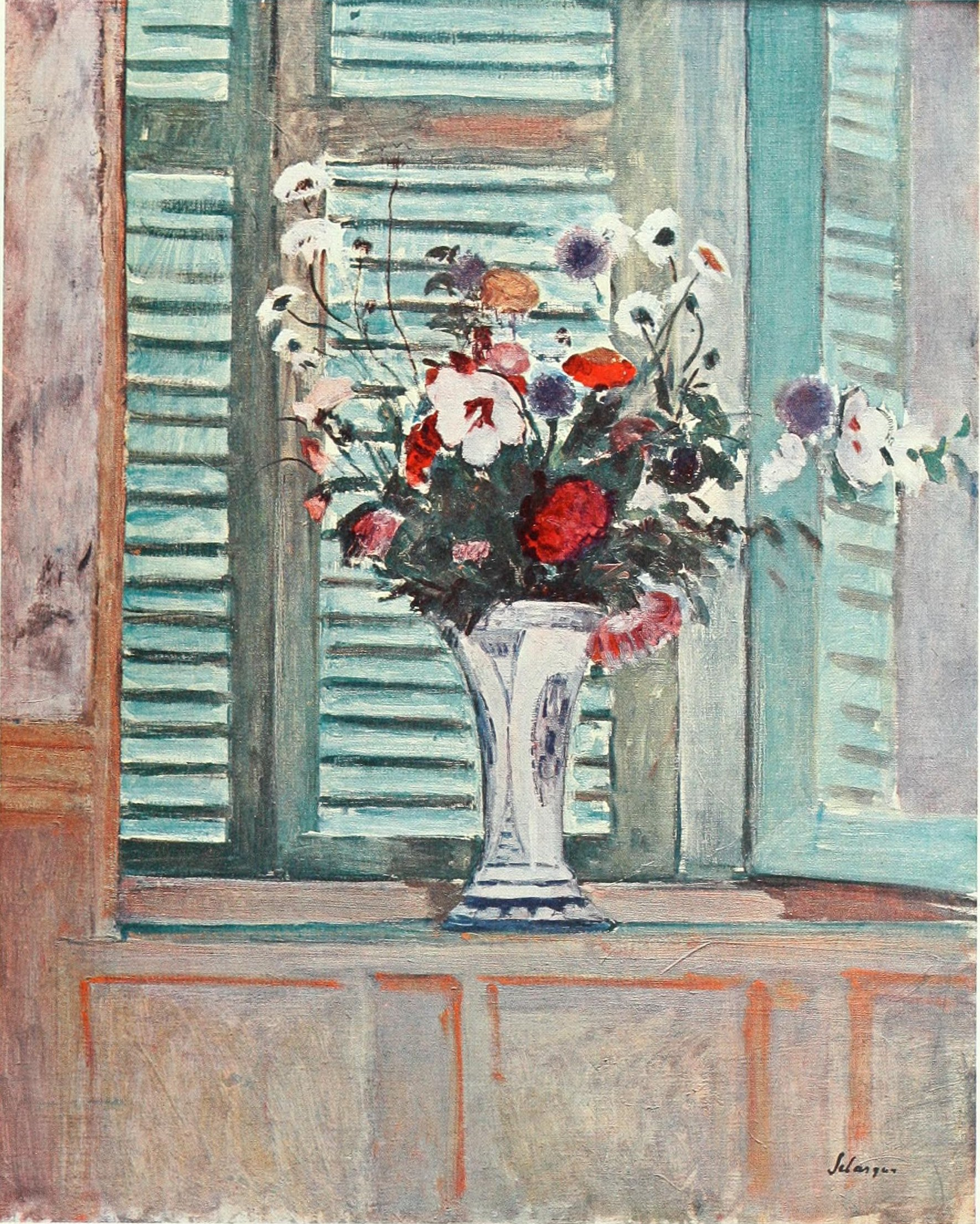